# Daniel Dagallier
Daniel Dagallier (Trévoux, 11 de junio de 1926) es un deportista francés que compitió en esgrima, especialista en la modalidad de espada.
Participó en dos Juegos Olímpicos de Verano en los años 1952 y 1956, obteniendo una medalla de bronce en Melbourne 1956 en la prueba por equipos. Ganó cinco medallas en el Campeonato Mundial de Esgrima entre los años 1951 y 1958.

## Palmarés internacional
| Juegos Olímpicos   | Juegos Olímpicos            | Juegos Olímpicos  | Juegos Olímpicos   |
| Año                | Lugar                       | Medalla           | Prueba             |
| ------------------ | --------------------------- | ----------------- | ------------------ |
| 1956               | Melbourne (Australia)       | Medalla de bronce | Espada por equipos |
| Campeonato Mundial |                             |                   |                    |
| Año                | Lugar                       | Medalla           | Prueba             |
| 1951               | Estocolmo (Suecia)          | Medalla de oro    | Espada por equipos |
| 1953               | Bruselas (Bélgica)          | Medalla de plata  | Espada por equipos |
| 1954               | Luxemburgo (Luxemburgo)     | Medalla de bronce | Espada por equipos |
| 1955               | Roma (Italia)               | Medalla de plata  | Espada por equipos |
| 1958               | Filadelfia (Estados Unidos) | Medalla de bronce | Espada por equipos |